# 河野満
河野 満（こうの みつる、1946年9月13日- ）は、日本の元卓球選手。1977年開催の第34回世界卓球選手権バーミンガム大会で優勝した、元世界チャンピオンでもある。青森県十和田市出身。
現在は青森大学卓球部監督。

## プレースタイル
- 早い打点を捉える、ペンホルダー･表ソフト両ハンド速攻型。
- 威力あるフォアハンド、豊富なバックハンドのバリエーションが武器。ペンホルダーの弱点とされているバックハンド系技術をほぼ完璧に使いこなして、世界の頂点に立ったことで知られる。
- 具体的には、威力ある両ハンドサービス、打球する直前までコースが非常に判り辛く対戦相手を翻弄する逆モーション、ドライブ型選手が放つ会心のパワードライブを、台上で2バウンドするほど小さく止める両ハンドショートなど。
- 元日本代表の前原正浩は、1997年の『卓球レポート』誌上で、「どの時代でも国際的に通用するプレースタイル」と紹介。自身も1975年、1977年（世界選手権で優勝した年）の2度、全日本選手権の決勝で対戦して敗れた前原は、「どこを攻めても、隙のないプレーで応戦され、改めてその強さを思い知りながらプレーした」と回想している。

コピー選手を育成するシステムが存在していた頃の中国卓球ナショナルチームに於いても「河野選手とワルドナー選手だけはコピー出来ない」と言われた。
ワルドナーは「自分が手本にしたプレイヤーは王会元選手と河野選手である」と明言している。

## 経歴
青森県十和田市の運動具店に生まれた。
青森商業高校時代、全日本卓球選手権大会ジュニアの部で優勝。
専修大学3年次の1967年に開催された第29回世界卓球選手権ストックホルム大会にて、世界選手権初出場。男子シングルス決勝戦に進出し、長谷川信彦と対戦する。中盤までリードを保つものの逆転負けを喫し、準優勝に終わった。
大学卒業後は、ゆっくり練習できる職場を求めて、出版社、運動具メーカーなどを経て、青森県教育委員会保健体育課の技術指導員になった。
1975年の第33回世界卓球選手権カルカッタ大会では、イストバン・ヨニエルに準決勝で敗れた。1977年の第34回世界卓球選手権バーミンガム大会に出場、男子シングルス決勝で郭躍華（中国）を3-1で倒して優勝し、世界チャンピオンになった。男子シングルスでの日本選手優勝は、第30回世界卓球選手権での伊藤繁雄以来であった。
なお世界卓球選手権では、1967年から1977年までの6大会連続代表となり、1967年と1969年の団体優勝にも貢献、男子ダブルスでは1967年と1969年にベスト4に、混合ダブルスでは1969年に広田佐枝子とのペアで準優勝している。
1977年の世界選手権および全日本選手権優勝後は選手を引退し、母校の青森商業高校の卓球部監督としてコーチ業に専念した。同年10月に行われた香港国際卓球大会では、世界卓球選手権の決勝対決がもう一度見られるという前評判があったが、河野は出場しなかった。日本選手団団長によると、「太りすぎで試合が出来る状態ではないが、主催者側に強く懇願されてやって来ただけ」とされ、日本卓球界が主催者側の茶番を知りながら、加担した疑いが持たれた。

## DVD
- 個性を活かす卓球指導術（2001年） ティアンドエイチ株式会社